# Idiomas de Japón

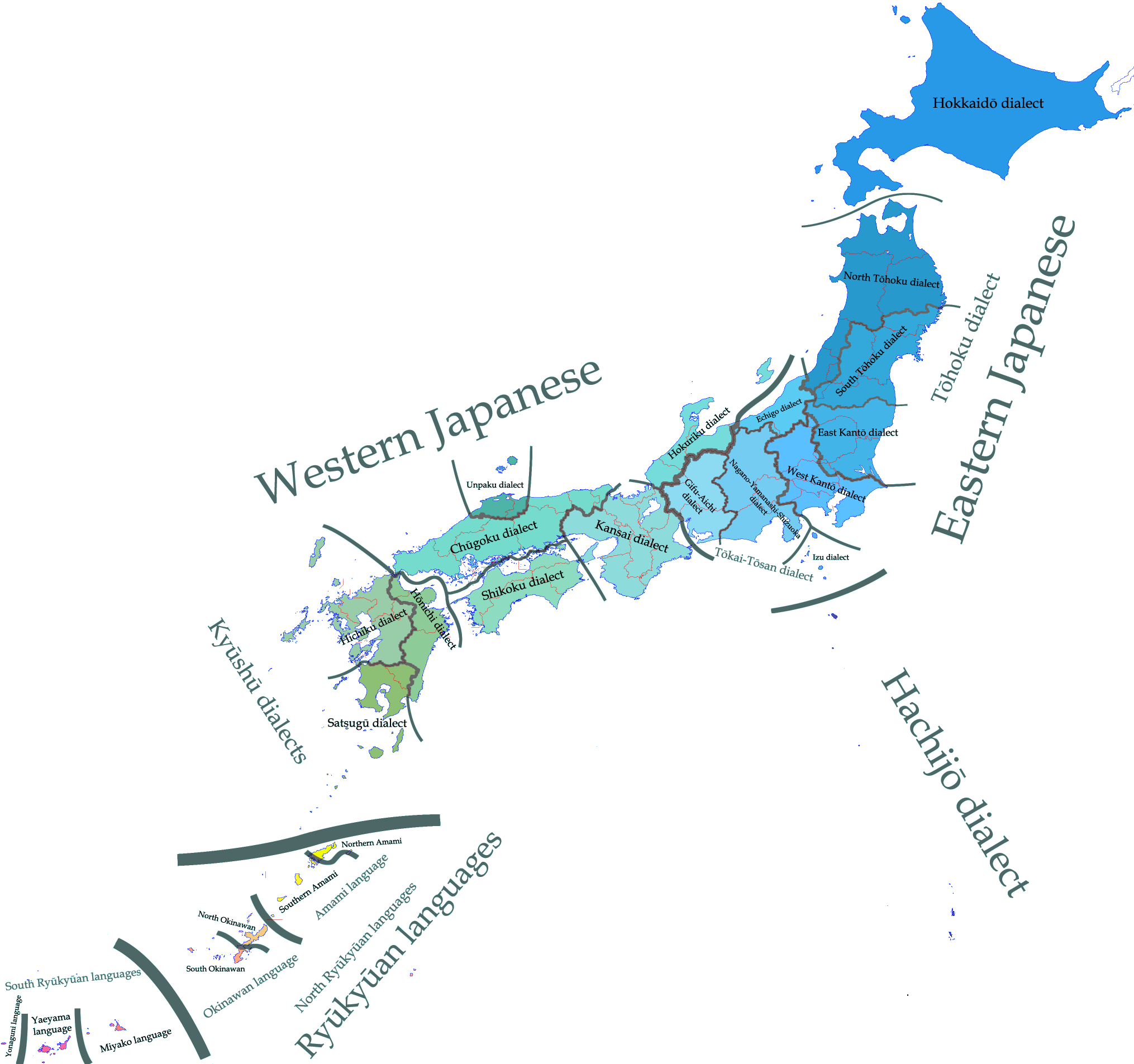
Variantes regionales las lenguas japónicas.

El idioma más hablado en Japón es el japonés, que se divide en varios dialectos y con el dialecto de Tokio considerado como japonés estándar.
Además del idioma japonés, los idiomas ryukyuenses se hablan en Okinawa y partes de Kagoshima, en las Islas Ryukyu. Junto con el japonés, estos idiomas forman parte de la familia de idiomas japoneses, pero son idiomas separados y no son mutuamente inteligibles con el japonés o entre sí. Todos los idiomas ryukyuenses hablados están clasificados por la Unesco como en peligro de extinción.
En Hokkaido existe el idioma ainu, que es hablado por el pueblo Ainu, que es el pueblo indígena de la isla. Las lenguas Ainu, de las cuales el Ainu de Hokkaido es la única variedad existente, están aisladas y no pertenecen a ninguna familia lingüística. Desde el período Meiji, el japonés se ha vuelto muy utilizado entre los ainu y, en consecuencia, las lenguas ainu han sido clasificadas en peligro crítico por la Unesco.
Además, idiomas como el orok, el evenki y el nivejí, que se hablan en el sur de Sajalín, antes controlado por los japoneses, están cada vez más amenazados. Después de que la Unión Soviética tomó el control de la región, los hablantes de estos idiomas y sus descendientes emigraron a las islas japonesas. Estas comunidades todavía existen en pequeñas cantidades.
Solamente el japonés goza de vitalidad y aceptación en las islas que conforman el país, y las demás se encuentran en peligro de desaparición debido a su posición marginal. También en Japón es común el uso de otras lenguas como el coreano, mandarín, español, inglés y francés.

## Idioma japonés

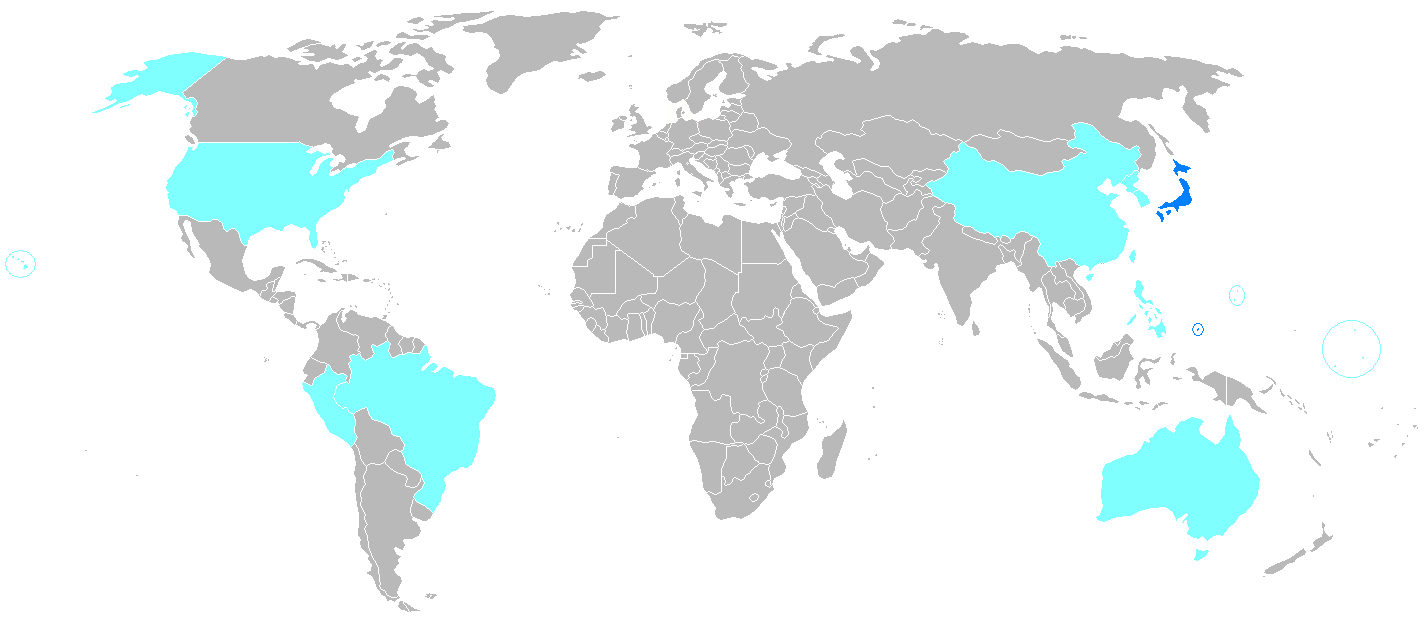
Ubicación geográfica de la lengua japonesa

El idioma oficial de Japón es el japonés y tiene su base en el inicio del período Yayoi. Se sostiene que las poblaciones de este período provenían de China y de la península de Corea a través de barcos; las principales influencias culturales fueron China, Corea, Siberia y Mongolia. Es una de las lenguas más usadas del planeta; en 1985 se estimaron 121 050 000 de hablantes en solo Japón, en 2009 tiene alrededor de 125 000 000 hablantes.
El japonés tiene varios dialectos, es decir, distintos modos de hablarse a lo largo del territorio, pero la lengua franca de Japón es una forma llamada hyōjungo (標準語), que literalmente significa ‘lenguaje estándar’ y que está basada en el habla de Tokio, la capital del país, pero tomó su propia dirección y se convirtió en uno de los dialectos japoneses, llamado hōgen (方言).
Además de los caracteres chinos, la lengua japonesa desarrolló dos sistemas de escritura, el hiragana y el katakana. El hiragana se usa para palabras japonesas indígenas o domésticas (por ejemplo, さくら 'cereza'). El katakana se usa para todas las palabras extranjeras que no sean de origen chino, アメリカ (América),アップデート (actualización). 

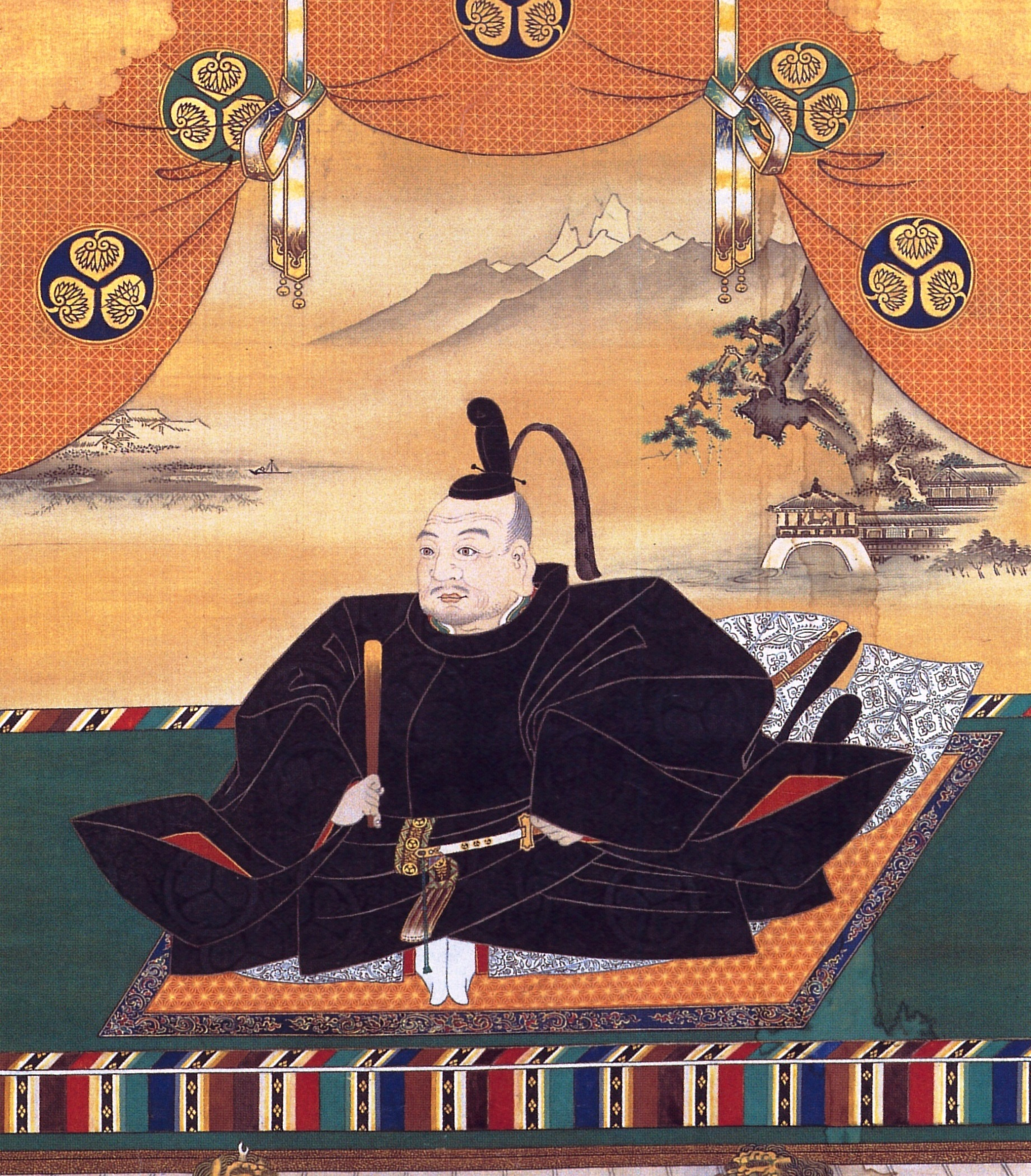
Tokugawa Ieyasu, fundador del clan y del shogunato que lleva su apellido.

Desde la época Kamakura hasta la época Tokugawa, también llamada "Edo", la lengua japonesa creció sin mucha influencia extranjera. Su desarrollo estuvo aislado, con la excepción de la llegada de los Nan-Banjin (los bárbaros del sur) los portugueses y después los neerlandeses. 
El japonés se modernizó con la revolución Meiji, una serie de conflictos armados que acabaron con el Shogunato Tokugawa. Durante este periodo, el nuevo gobierno japonés restauró el reino del Emperador como gran líder del país y al mismo tiempo el nuevo gobierno se modernizó a sí mismo, a las escuelas y a su tecnología militar enviando muchos alumnos a estudiar en el extranjero, (Estados Unidos, Inglaterra, Francia, Alemania).
El movimiento nacional para modernizar el país con el préstamo de conceptos e ideas extranjeras afectó a la lengua japonesa. Por la influencia ibérica de hacer y comer pan existe la palabra "pan" tanto en japonés como en español o portugués. Desde este periodo se usa mucho el alfabeto Katakana, para palabras extranjeras como "Pan", "Arubaito" ("trabajo" en japonés con origen de Arbeit en Alemán). 
Con la caída del Imperio japonés después de la Segunda Guerra Mundial, Japón recibió influencia estadounidense en contraste con el resto de países de Asia, con la excepción de la India, Pakistán, Hong Kong, Filipinas, Corea del Sur y Malasia.

### Dialectos regionales delIdioma japonés日本語

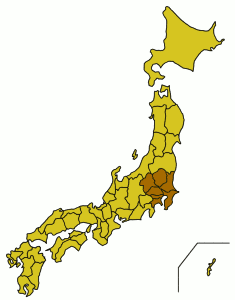
Kantō Japón

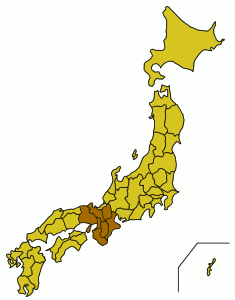
Región de Kansai, Japón

Si bien a lo largo de la historia siempre ha existido una lengua estándar japonesa usada ampliamente a lo largo del territorio, al menos para usos formales, esta lengua ha convivido siempre con variedades japónicas regionales. El dialecto de la Región de Kantō en el que se basa el japonés estándar, está basado en la forma de hablar culta de Tokio y se considera un idioma formal y cortés, el cual se habla en la subprefectura de Hachijō principalmente en Aogashima y Hachijojima, y la isla de Okinawa y otras islas menores. 
El dialecto de la Región de Kansai hablado en la Región de Kinki que comprende Kioto, Osaka, Kōbe y Wakayama, este dialecto suele ser más directo y tiene una pronunciación más fuerte.

### El abandono de los dialectos
Con la extensión de la educación formal y la difusión de los mass media, las poblaciones de las regiones que tenían dialectos con mucha influencia como Kyushu y Okinawa han abandonado progresivamente el uso de la variante vernácula y han adoptado la lengua de la Región de Kantō porque se enseña en las escuelas, se usa en la televisión, en la música, y porque el idioma de Kanto (標準語ーHyojungo, idioma oficial) se puede usar en cualquier parte de Japón e, incluso, se puede usar con los hablantes de japonés de América (Brasil, Perú, EE. UU.) y Europa.
La lengua japonesa ha crecido como lengua de estudio para los negociantes de la industria automotriz, financiera, transacciones internacionales. Varios estudiantes en los años 1990 en Corea del Sur, China, Taiwán, Estados Unidos, Perú, Brasil, Inglaterra, Alemania, Francia y España han estudiado japonés a profundidad para mejorar sus carreras en finanzas, negocios internacionales o ingeniería.

## Idiomaainu
En norte extremo de Japón, en la provincia de Hokkaido, las Islas Kuriles y Rusia, subsiste el idioma ainu, se le considera una lengua aislada. Muchos arqueólogos y expertos en las migraciones prehistóricas creen que los indígenas ainu son originalmente de Siberia, y llegaron a ocupar el norte de Japón. Hace muchos más años fueron conocidos por el nombre de los ezo. Se postula que el idioma ainu es cercano a los idiomas del norte de Hokkaido, como los de la península de Kamchatka, y posiblemente tiene algunas relaciones lingüísticas con los aleutianos y los esquimales de América. Se postula que todo Japón fue ocupado por los ancestros de los ainu y los de okinawa, bajo la cultura jomon. Ahora la población ainu es muy baja y la mayoría está ya mezclada con la etnia japonesa predominante. Ahora quedan muy pocos ainu que realmente utilicen su lengua originaria. Sin embargo, el Gobierno japonés ha ayudado a los ainu con derechos e iniciativas para proteger su cultura, derechos autóctonos, y su lengua.
Tiene un estimado de 15 000 de hablantes distribuidos en 19 dialectos entre los que se destacan, el dialecto Taraika, El dialecto Ezo también llamado el habla de Hokkaido y el dialecto Kuril. Otro dialecto, el dialecto sajalín desapareció al morir su último hablante en 1994.

## Lenguas ryukyuenses o shiuha

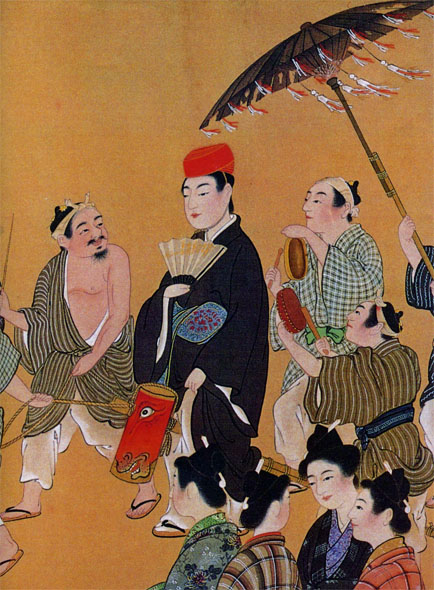
Escena de una boda; pintura que data del reino Ryūkyū

Las Lenguas ryukyuenses se ubican al sur de Japón y pertenecen la familia de lenguas japónicas Las principales son las lenguas de Okinawa que tienen su base en el reino Ryukyu que fue independiente de Japón hasta la época de la revolución Meiji. Tiene un total de un millón de hablantes distribuidos en numeras lenguas y cada una de estas en dialectos.

### Idioma de Okinawa
Al sur de Japón, todos sus dialectos, como Kagoshima y de Tsushima son ininteligibles con los de Kansai y Kanto.

### El idioma central de Okinawa
Es la mayor de esta familia con un total de 984 285 hablantes, alrededor del 1 % de la población de Okinawa. Se habla en el centro y el sur de Okinawa, en las islas Kerama, Kume-jima, Tonaki, Aguna. También se le llama Idioma de Okinawa y Luchu; se le conocen cuatro dialectos Shuri, Naha, Torishima, Kudaka. 

### Idioma kunigami o idioma norteño de Okinawa
El Idioma kunigami tiene tan solo 5000 hablantes y es hablado en el centro y norte de Okinawa y en las islas Iheya, Izena, Ie-jima y Sesoko. Se le conoce el dialecto Nago.

### Kikai
Tiene 13 066 hablantes y se habla al noreste de Okinawa y en la isla de Kikai. Se le conoce como el dialecto Onotsu.

### Idioma Amami del Norte
Al Idioma amami también se le llama Amami-Osima del Norte, Oshima, u Osima. Tiene 10 000 hablantes; se habla al noroeste de Okinawa y al norte de la isla Amami-oshima. Tiene varios dialectos entre los que se encuentra Naze, Sani que son inteligibles con dialectos de otras lenguas y con el Japonés.

### Amami del Sur
Es una lengua mucho menor que la lengua Amami del Norte, tan solo cuenta con 1800 hablantes distribuidos al norte de Okinawa, al sur de Amami-oshima, Kakeroma, Yoro y las islas Uke. Se le conoce como el dialecto Tanegashima, el dialecto Yakushima, el dialecto norteño de Oshima, el dialecto sureño de Oshima y el dialecto de Yoron, con menos de mil hablantes.

### Toku-No-Shima
El idioma Toku-No-Shima se habla al norte de Okinawa y en la isla Toku-no-shima; tiene 5100 hablantes y es inteligible con el japonés y cualquiera de las lenguas ryukyuenses.

### Oki-No-Erabu
Se habla en la región central de Okinawa y en la isla Oki-no-erabu. Tiene 3200 hablantes y dos formas de hablarse, el habla del este y el habla del oeste, ambos dialectos son comprensibles entre sí, pero no es inteligible con las demás Lenguas ryukyuenses ni con el japonés.

### Idioma miyako (宮古語)
El Idioma miyako tiene un total de 67 700 hablantes. Se ubica al sur de Okinawa; en las islas Miyako, Ogami, Ikema, Kurima, Irabu, Tarama y las Islas Minna. Tiene una gran cantidad de dialectos entre los que destaca Miyako, Jima (Hirara, Ogami), Irabu-Jima y el Tarama-Minna; Ninguno de ellos es inteligible con las demás lenguas ryukyuenses ni el japonés; entre los dialectos listados hay diferencias notorias pero la comunicación no es imposible.

### Idioma yaeyama (八重山語)
El Idioma yaeyama Es hablado por 47 000 personas al sur de Okinawa; en las islas Ishigaki, Iriomote, Hatoma, Kohama, Taketomi, Kuroshima, Hateruma, Aregusuku. También se le llama Yayeyama. Está muy diferenciado de otras lenguas y se le emparenta frecuentemente con Idioma yonaguni; tiene muchos grupos dialectales tales como Ishigaki, Kabira, Shiraho, Taketomi, Kohama, Hatoma, Sonai, Kuroshima, Hateruma.

### Idioma yonaguni (与那国語)
El Idioma yonaguni es un idioma en decadencia, ya que solo lo hablan 1000 personas al sur de Okinawa, en la isla Yonaguni. Se le emparenta con el idioma yaeyama.

## Idioma orok
El idioma orok surgió antes de la era común. Los registros muestran que se utilizó durante la última parte del período Edo en Hokkaido, Karafuto y las Islas Kuriles; sin embargo, solo existen unos pocos hablantes.

## Idioma nivejí
Al igual que Orok, el idioma nivejí se hablaba en Hokkaido, Karafuto y las Islas Kuriles, pero también a lo largo del río Amur. Se desconoce si los hablantes de nivejí todavía permanecen en Japón.

## Otros idiomas

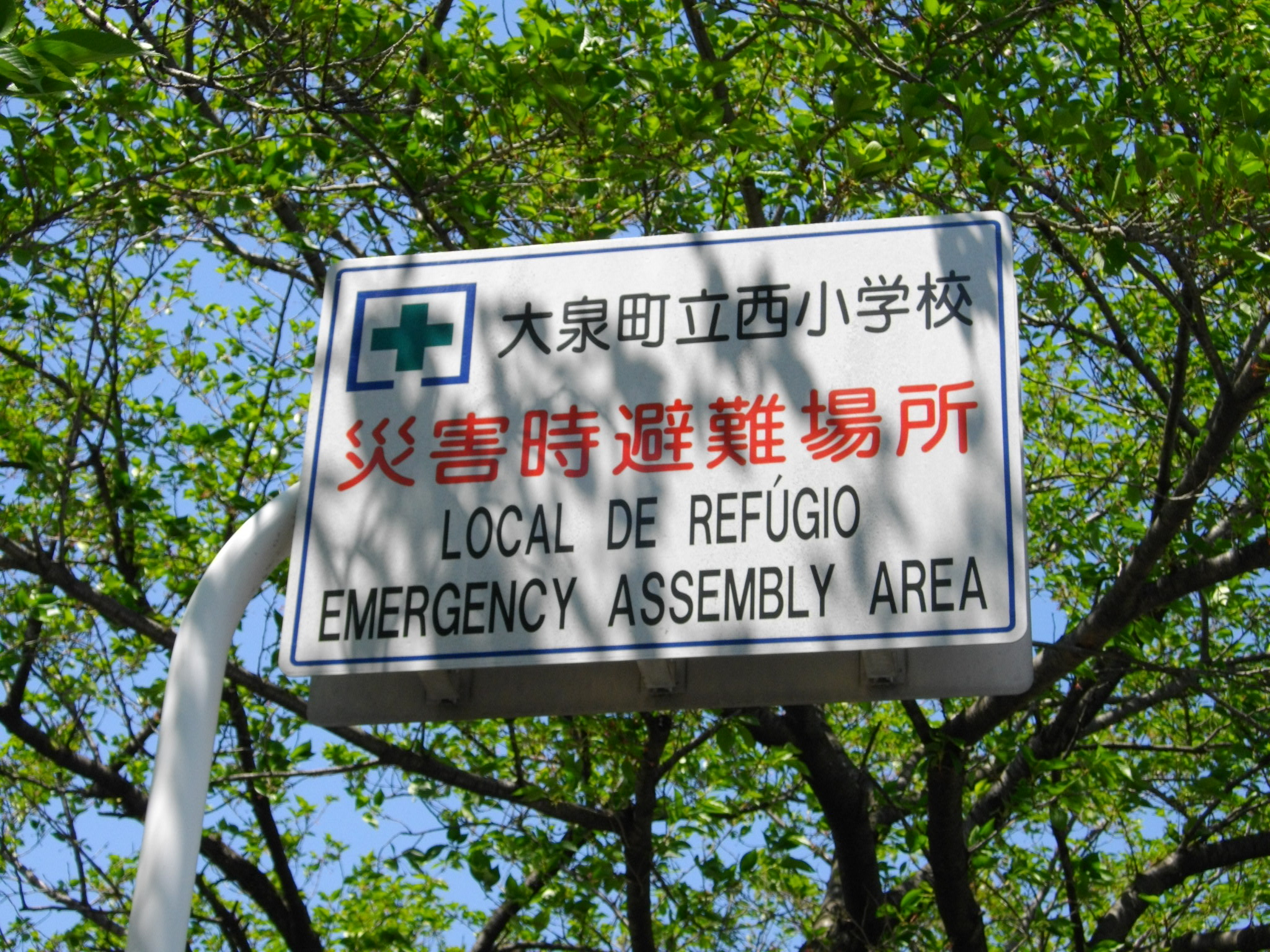
Letrero multilingüe en Gunma, escrito en japonés, portugués e inglés.

Otras lenguas usadas en Japón son el coreano cuyos 670 000 hablantes están distribuidos por todo el territorio, pero principalmente en Osaka (Koreatown), Tokio, Shimonoseki y Chiba, donde hay importantes poblaciones coreanas.
Además, se usan de manera extendida el chino con 800 000 hablantes, el inglés con 250 000 hablantes, el portugués con 250 000 hablantes, el español con 100 000 hablantes, el tagalo con 36 000 hablantes, el francés,  el urdu, el persa, el árabe, el bengalí y el vietnamita, para la comunicación universal, diplomática y cultural, así como para el comercio con otros países.

## Lenguaje de señas japonés
Lo usan alrededor de 317 000 hablantes, también se le llama shuwa o temane; sus dialectos están relacionados con las lenguas de signos coreana y taiwanesa.